# Phytoépuration

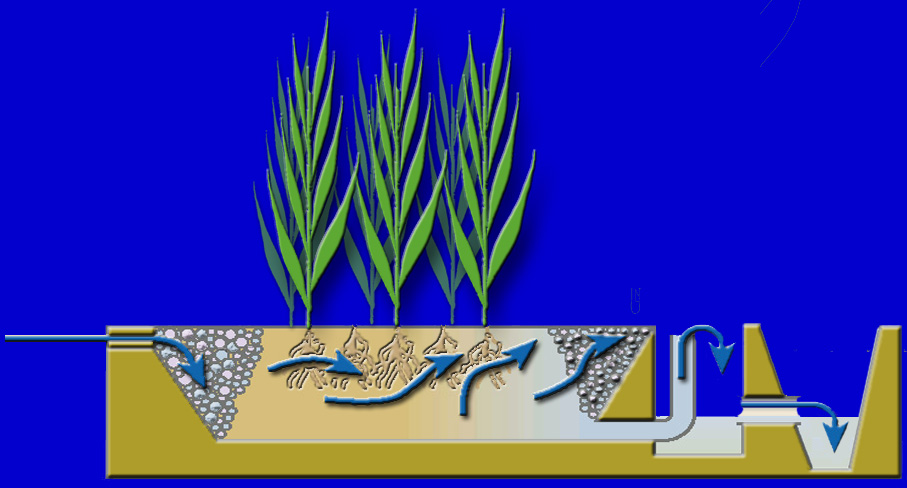
Coupe d'un bassin de filtre planté de macrophyte à écoulement horizontal

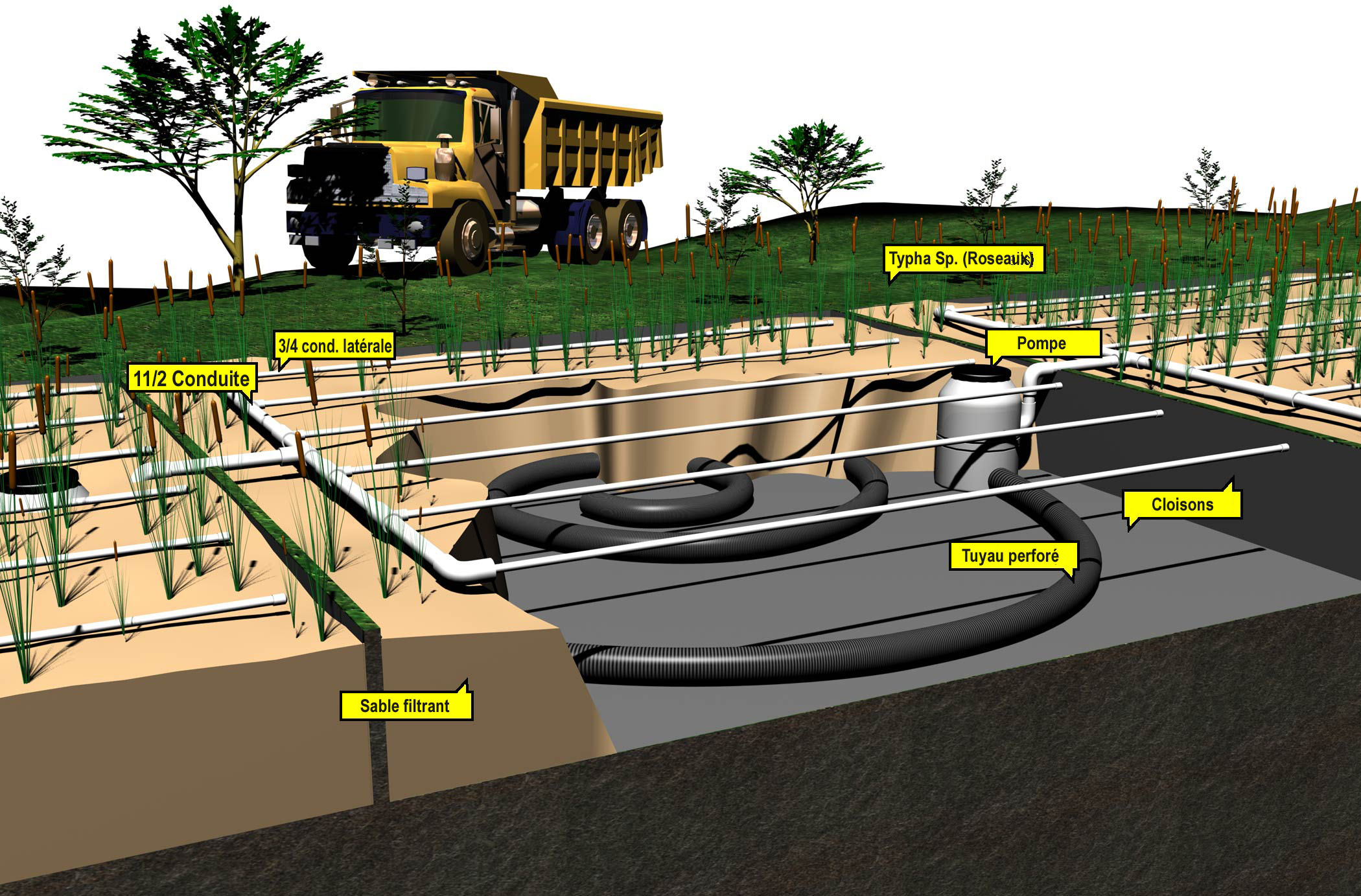
Schéma de principe d'un filtre planté à écoulement vertical compartimenté avec typhas plantés sur sable filtrant

La phytoépuration est au sens large l'épuration par les plantes. Celles-ci peuvent contribuer à épurer ou dépolluer les trois grands milieux que sont l'air, les sols et l'eau.
La phytoépuration peut être naturelle ou artificielle. Dans ce dernier cas, elle est largement utilisée pour l'épuration de l'eau ou pour restaurer l'équilibre des étendues d'eau stagnante en reproduisant les écosystèmes des mares et des étangs.

## Phytoépuration de l'eau
Il s'agit d'un système de traitement des eaux usées utilisant des plantes (généralement plantes macrophytes), des substrats et des microorganismes au sein d'une zone humide artificielle. Les systèmes de phytoépuration peuvent être composés d'un ou plusieurs filtres plantés.

### Les différents systèmes

#### Lagunage
Le lagunage est une technique consistant à reproduire l’écosystème d’une zone humide. Les intérêts sont multiples, puisqu'en plus d’épurer l’eau, ce système offre à la faune sauvage un abri, constituant alors une véritable oasis de biodiversité. Toutefois le lagunage n'est pas la meilleure solution de phytoépuration afin d'obtenir une qualité d'eau convenable[Interprétation personnelle ?].

#### Filtres plantés de macrophytes
À la différence de la lagune à macrophytes, le filtre planté met en œuvre un substrat filtrant (sables gravillons, graviers).
Deux catégories de filtres existent : 
Filtres à écoulement verticalL'eau est répartie à la surface du filtre et percole dans le massif filtrant. Il n'y a donc pas de phénomène de stagnation d'eau ou de photosynthèse en jeu, contrairement à une lagune.
L'activité microbienne est fortement mise en jeu. Les plantes privilégiées pour ce genre de filtre sont généralement des plantes aquatiques à fort pouvoir racinaire (iris, massettes), leur rhizosphère favorisant la circulation de l'air lors des périodes d'assec et permettant de maintenir dans le temps la conductivité hydraulique du massif filtrant (décolmatage). Ceci intensifie donc l'activité bactérienne.
Les matières organiques retenues en surface s'humidifient et se minéralisent.
La flore bactérienne mise en jeu dans ce filtre est donc une flore de type aérobie hétérotrophe, qui se fixe sur le milieu.
Filtres à écoulement horizontalLe filtre à écoulement horizontal a un écoulement similaire à celui d'une lagune, puisqu'un niveau d'eau est maintenu dans le bassin, et que l'eau en excès sort du bassin par un système de trop-plein.
Toutefois, le bassin contient également un média filtrant (sables et graviers), et le niveau d'eau est inférieur au niveau de la couche de sable. Aucun phénomène de photosynthèse n'a lieu dans ce filtre. La flore bactérienne se fixe sur le milieu granulaire, et des phénomènes d'anoxie peuvent favoriser une dénitrification partielle si ce filtre est mis en œuvre après un filtre à écoulement vertical. De plus, une diminution des phosphores, des molécules pharmaceutiques et des hormones est possible.

#### Autres systèmes
Par extension, le terme phytoépuration peut également désigner d'autres systèmes tels que les bosquets épurateurs ou zones tampons boisées. Il s'agit ici de faire ruisseler l'eau au travers des racines d'arbres à même le sol, éventuellement des saules traités en taillis à courte rotation.
D'autres types de traitement comme des bambouseraies sont également recherchés. La rhizosphère du bambou offre les mêmes capacités que celle des plantes aquatiques en matière d'oxygénation et de décolmatage du substrat. Le bambou a également une capacité d'absorption des micropolluants bien plus importante que celle des plantes aquatiques.

### Principes physiques, chimiques et biologiques
Les eaux usées qu’elles soient d’origine domestique ou industrielle, peuvent contenir de nombreux pathogènes, molécules biodégradables et polluants chimiques : azote (sous ses nombreuses formes), phosphates, métaux lourds… Ces éléments peuvent être décomposés puis utilisés par la flore et la microfaune de l’écosystème mis en place. Les racines des plantes émettent un peu d’oxygène, permettant ainsi le développement de micro-organismes aérobies. L’ensemble des micro-organismes aérobies et anaérobies permettra une dégradation optimale de la matière organique.

### Plantes utilisées
Les plantes qui sont le plus souvent utilisés dans les filtres sont des plantes persistantes, telles que les scirpes (Scirpus, Eleocharis), laîches (Carex), papyrus (Cyperus), joncs (Juncus), roseaux communs (Phragmites) et massettes (Typha). Des iris peuvent être plantés en bordure pour apporter une touche de couleurs. 
Pour le lagunage des piscines écologiques et filtre avec eaux en surface ayant une teneur élevée en matière organique, on utilise généralement les scirpes car ils tolèrent un haut niveau d'éléments nutritifs, se cultivent facilement mais ne sont pas envahissants.
Les massettes et les roseaux ont été utilisés fréquemment en raison de leur grande tolérance pour de nombreux types d'eaux usées, mais ils ont l'inconvénient d'être envahissants, et leurs rhizomes sont un des aliments préférés des rats musqués et des vers, ce qui peut amener ces animaux à proliférer là où on ne le souhaite pas.

## Phytoépuration de l'air
Par leurs feuilles, les plantes captent le CO2 le jour. Pour les autres polluants, c'est le système sol-plante qu'il faut considérer, avec donc les bactéries et les champignons microscopiques de la rhizosphère, symbiotes des plantes ou que la plante contribue à faire vivre. Certaines plantes contribuent aussi à fixer certains polluants, et donc indirectement à épurer l'air (tant qu'un incendie ou un autre aléa ne renvoie pas les polluants dans l'air). Des systèmes bioinspirés sont développés pour l'épuration d'air dans le milieu industriel ou médical, on parle alors de bioépuration,.  
Concernant la pollution de l'air l'ADEME considère que l'argument « plante dépolluante » n'est pas validé scientifiquement au regard des niveaux de pollution généralement rencontrés dans les habitations et des nouvelles connaissances scientifiques dans le domaine.